# Áreas protegidas da Finlândia

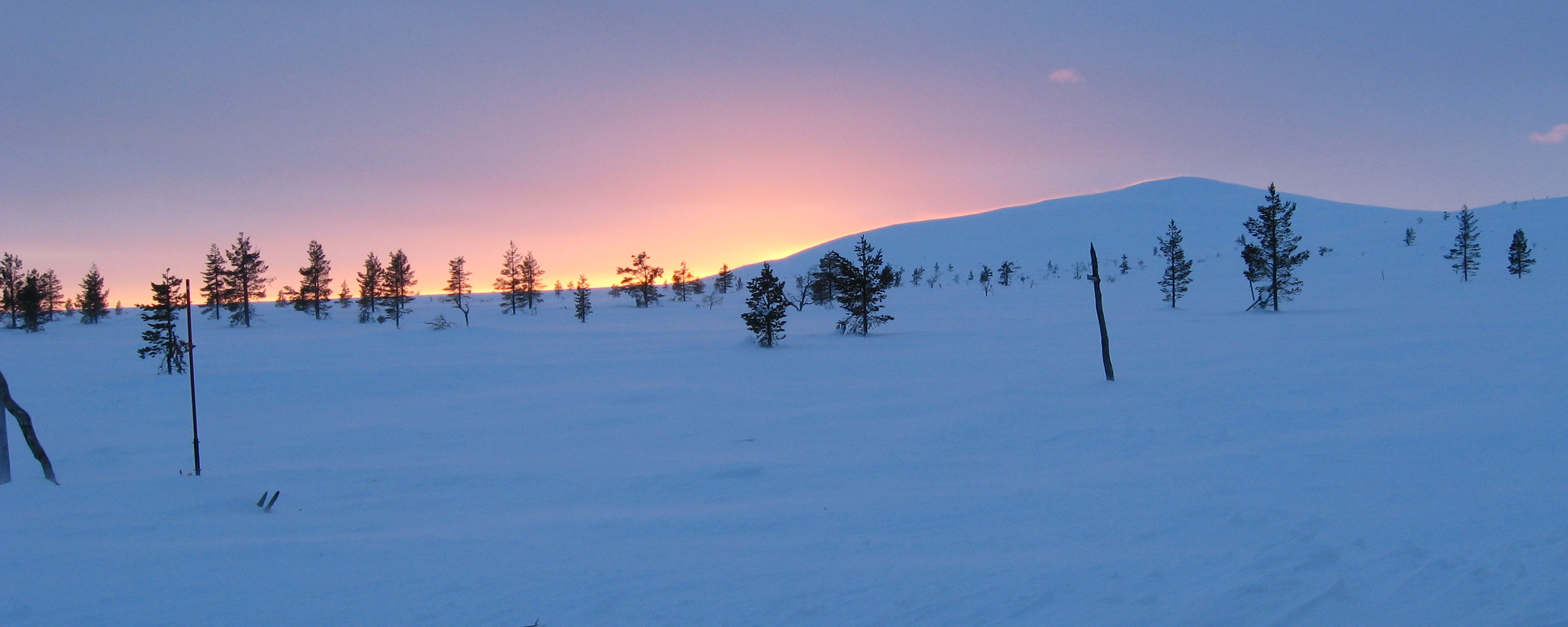
Parque Nacional Pallas-Yllästunturi, uma das áreas protegidas finlandesas

As áreas protegidas da Finlândia incluem parques nacionais, reservas naturais e outras áreas, com a proposta de conservar a originalidade das áreas de todo o ecossistema e biótopos da Finlândia. Trata-se dos espaços naturais protegidos do país que correspondem ao conceito de Área protegida.
As áreas protegidas incluem:
- Parques Nacionais da Finlândia (Kansallispuisto) - 8,170 km²
- Reservas Naturais da Finlândia (Luonnonpuisto) - 1,530 km²
- Reservas Mineiras da Finlândia (Soidensuojelualue) - 4,490 km²
- Áreas florestais ricas em ervas (Lehtojensuojelualue) - 13 km²
- Áreas florestais selvagens (Vanhat metsät) - 100 km²
- Áreas cinzas de proteção (Hylkeidensuojelualue) - 190 km²
- Outras áreas de proteção do estado - 468 km²

As áreas protegidas do estado somam-se um total de 14 961 km² enquanto 1220 km² são terras privadas.